# Markitanjärvet
Markitanjärvet är en sjö i Gällivare kommun i Lappland och ingår i Kalixälvens huvudavrinningsområde. Sjön har en area på 0,084 kvadratkilometer och ligger 263,3 meter över havet. Sjön avvattnas av vattendraget Vänkönoja.

## Delavrinningsområde
Markitanjärvet ingår i det delavrinningsområde (746457-174660) som SMHI kallar för Mynnar i Valtiojoki. Medelhöjden är 274 meter över havet och ytan är 8,54 kvadratkilometer. Det finns inga avrinningsområden uppströms utan avrinningsområdet är högsta punkten. Vänkönoja som avvattnar avrinningsområdet har biflödesordning 5, vilket innebär att vattnet flödar genom totalt 5 vattendrag innan det når havet efter 192 kilometer. Avrinningsområdet består mestadels av skog (39 procent) och sankmarker (59 procent). Avrinningsområdet har 0,08 kvadratkilometer vattenytor vilket ger det en sjöprocent på 1 procent.